# Tillenmethode
De tillenmethode is een methode om duivenoverlast te reguleren, waarbij de populatie duiven teruggedrongen wordt door het broedsel te vernietigen.

## Concept
Het concept van de tillenmethode is als volgt: in de vorm van een duivenhok, een duiventil of een duiventoren wordt aan groepen stadsduiven een ruimte aangeboden om in te eten, te slapen en te nestelen. Doorgaans vinden tussen de 100 en de 300 stadsduiven hier een plek. Zodra zij gaan broeden, wordt bij wijze van geboortebeperking 99% van de eitjes vervangen door kunsteitjes, waarna de bevruchte eieren worden vernietigd. Omdat de duivin niet doorheeft dat zij op een kunstei broedt, wordt de geboorte van een nieuwe generatie duiven beperkt.

## Herkomst en inzet van de methode
De methode komt oorspronkelijk uit Beieren (Zuid-Duitsland) en werd in de begin jaren 90 in Augsburg ontwikkeld door Rudolf Reichert en Elisabeth (Elly) Hess uit Aken. Het bood een alternatief voor het afmaken van de duif door afschot, vergiftiging, vergassing en het bejagen met roofvogels. Inmiddels wordt op deze wijze al in circa vijftig Duitse steden de overlast bestreden. In Nederland staan tillen in Almere, Assen, Gouda, Rotterdam, Soest,  Winschoten en Zutphen. In Winschoten werd b.v. in 2006 een til geplaatst bovenop het Stadhuis. Er waren toen ca. 200 duiven, die vooral bij koud weer zorgden voor overlast bij de horeca (snackbars). Anno 2022 waren er nog ca. 40 duiven over door geboortebeperking (eimanipulatie) en natuurlijke sterfte. De middenstand is dan ook heel tevreden met de tillenmethode. In België hebben tillen gestaan in o.m. Kortrijk en Antwerpen. Deze zijn daar helaas weggehaald, in Kortrijk door een andere planning, in Antwerpen volgens de schepen (wethouder) door gebrek aan resultaten. Gezien het succes van de tillenmethode in ca. 50 Duitse steden en in Nederland b.v. in Winschoten, zijn er in Antwerpen vermoedelijk fouten gemaakt bij de invoering van de methode. 